# Державні будівельні норми України
Держа́вні будіве́льні но́рми України — нормативно-правові акти, затверджені центральним органом виконавчої влади з питань будівництва та архітектури.
Державні будівельні норми України охоплюють всі галузі народного господарства держави та регламентують діяльність різноманітних сфер життєдіяльності людини. Офіційний видавець більшості будівельних нормативів України — Міністерство регіонального розвитку, будівництва та житлово-комунального господарства України (Мінрегіонбуд). В Україні діє 190 державних будівельних норм, за останні кілька років[коли?] реформували близько 60 найболючіших для бізнесу норм. Ці зміни допоможуть попередити можливі ризики для замовника.

## Види

### ДБН Б.1.1-15:2012. Склад, змістгенерального плану населеного пункту
Державні будівельні норми, що встановлюють вимого до складу та змісту генерального плану населеного пункту. Розроблені ДП «НДПІ містобудування». Чинні з 1 листопада 2012 року. Введені на зміну ДБН Б.1-3-97, ДБН Б.1.1-9-2009.
Дані Норми призначені для застосування органами державної виконавчої влади, місцевого самоврядування, юридичними та фізичними особами.

### ДБН В.1.2-14-2018 Загальні принципи забезпечення надійності та конструктивної безпеки будівель
Ці норми встановлюють загальні принципи забезпечення надійності і конструктивної безпеки будівель і споруд і розповсюджуються на вишукування, проектування, будівництво та ліквідацію будівель і споруд незалежно від їхнього призначення.
Ці норми встановлюють 3 класи  наслідків (відповідальності)  об’єктів, категорії відповідальності конструкцій та їх елементів, строки експлуатації будівель і споруд
Ці норми встановлюють принципи розрахунку будівель і споруд
Також цими нормами встановлюється коефіцієнти надійності моделі та відповідальності

### ДБН В.1.2-2:2006 Зі зміною № 1 та № 2 Навантаження і впливи
Ці норми поширюються на проектування будівель і споруд, що зводяться або реконструюються, і встановлюють основні положення та правила щодо визначення навантажень і впливів, а також їхніх сполучень
В нормах розглядають наступні навантаження: 
- вага конструкцій та ґрунтів
- навантаження від устаткування, людей, тварин, складованих матеріалів і виробів
- кранові навантаження
- снігові навантаження
- вітрові навантаження
- ожеледно-вітрові навантаження
- температурні кліматичні впливи
- інші навантаження і впливи

Приклади розрахунків на снігові та вітрові навантаження можна побачити тут

### ДБН В.2.6-165-2011 Алюмінієві конструкції
Ці будівельні норми поширюються на проектування алюмінієвих будівельних конструкцій будівель і споруд.
Основні розділи:
- Вимоги до проектування
- Матеріали конструкцій
- Розрахунок елементів алюмінієвих конструкцій на поздовжні сили та згин
- Розрахункова довжина та гранична гнучкість елементів алюмінієвих конструкцій
- Перевірка стійкості стінок та поясних листів згинальних та стиснутих елементів
- Розрахунок елементів конструкцій із застосуванням тонколистового алюмінію
- Розрахунок з'єднань конструкцій з алюмінієвих сплавів
- Розрахунок з'єднань конструкцій з алюмінієвих сплавів
- Вимоги щодо придатності до експлуатації
- Додаткові вимоги до проектування алюмінієвих конструкцій
- Конструктивні вимоги

Приклади розрахунків на згин можна побачити тут

### ДБН В.2.6-198:2014 Зі Зміною № 1 Сталеві конструкції
Ці будівельні норми поширюються на проектування сталевих конструкцій будинків, будівель і споруд (далі – споруди) різного призначення, що працюють за температури навколишнього середовища не вище ніж 100°С і можливим короткочасним підвищенням температури до 150°С без ознак надзвичайної ситуації.
Основні розділи:
- Основні принципи забезпечення надійності, безпеки, довговічності та економічності конструкцій
- Матеріали для конструкцій і з’єднань
- Розрахункові характеристики матеріалів і з’єднань
- Розрахунок елементів сталевих конструкцій при центральному розтяті і стиску
- Розрахунок елементів сталевих конструкцій при згині
- Розрахунок елементів сталевих конструкцій на дію поздовжньої сили та згинального моменту
- Розрахунок опорних плит
- Розрахунок опорних частин
- Розрахункові довжини і граничні гнучкості елементів сталевих конструкцій
- Розрахунок листових конструкцій
- Витривалість
- Проектування з’єднань сталевих конструкцій
- Фрикційні з’єднання
- Додаткові вимоги щодо проектування елементів будинків, будівель і споруд різного призначення
- Додаткові вимоги щодо проектування конструкцій при ремонті, підсиленні і реконструкції
- Додаткові вимоги щодо проектування опор повітряних ліній електропередавання, конструкцій відкритих розподільних пристроїв і ліній контактних мереж транспорту
- Додаткові вимоги щодо проектування конструкцій антенних споруд зв’язку заввишки до 500 м
- Додаткові вимоги щодо проектування річкових гідротехнічних споруд
- Додаткові вимоги щодо проектування балок з гнучкою стінкою
- Додаткові вимоги щодо проектування балок з перфорованою стінкою
- Додаткові вимоги щодо проектування елементів двотаврового перерізу з гофрованою стінкою

Приклади розрахунків на згин та з’єднань сталевих конструкцій з можна побачити тут

### ДБН В.2.5-28-2006. Інженерне обладнання будинків і споруд. Природне і штучне освітлення
Затверджені Наказом Міністерства будівництва, архітектури та житлово-комунального господарства України від 15 травня 2006 року № 168. Чинні з 1 жовтня 2006 року. На заміну СНиП II-4-79.
До даних ДБН після введення в дію вносились зміни:
- Зміна № 1, чинна з 1 жовтня 2008 року і затверджена Наказом Міністерства регіонального розвитку та будівництва України від 11 квітня 2008 року № 153,
- Зміна № 2, чинна з 1 вересня 2012 року і затверджена Наказом Міністерства регіонального розвитку, будівництва та житлово-комунального господарства України від 30 грудня 2011 року № 438.

Дані Норми поширюються на проектування освітлення територій, приміщень нових та існуючих, що підлягають реконструкції, будівель і споруд різного призначення, місць виконання робіт на відкритих просторах, територій промислових та сільськогосподарських підприємств, залізничних колій площ підприємств, зовнішнього освітлення міст, поселень та сільських населених пунктів. Проектування пристроїв місцевого освітлення, які постачаються комплектно з верстатами, машинами і виробничими меблями, слід також виконувати відповідно до цих Норм.
Дані Норми не поширюються на проектування освітлення підземних виробок, морських і річкових портів, аеродромів, залізничних станцій та їх колій, спортивних споруд, лікувально-профілактичних закладів, приміщень для зберігання сільськогосподарської продукції, розміщення рослин, тварин, птиці, а також на проектування спеціального технологічного і охоронного освітлення при застосуванні технічних засобів охорони.
На базі цих Норм розробляються галузеві норми освітлення, які враховують специфічні особливості технологічного процесу і будівельних рішень будівель і споруд галузі, які погоджуються і затверджуються відповідно до чинного порядку.
З 01.03.2019 р. втратив чинність та був замінений на ДБН В.2.5-28:2018.

### ДБН В.2.5-23:2010. Проектування електрообладнання об'єктів цивільного призначення
«Державні будівельні Норми України. Інженерне обладнання будинків і споруд. Проектування електрообладнання об'єктів цивільного призначення». Затверджені наказом Міністерства регіонального розвитку та будівництва України від 15 лютого 2010 р. № 64, чинні з 1 жовтня 2010 р. (на заміну ДБН В.2.5-23-2003).
Область застосування
Ці Норми поширюються на проектування електропостачання, електричного освітлення згідно з ДБН В.2.5-28, главою 6.1 Правил улаштування електроустановок і силового електрообладнання нових та існуючих, що підлягають реконструкції та капітальному ремонту житлових будинків, зазначених у ДБН В.2.2-15, адміністративних і побутових будинків та приміщень підприємств, зазначених у СНиП 2.09.04, та громадських будинків і споруд, наведених у додатку А ДБН В.2.2-9. Захисні заходи електробезпеки слід передбачати згідно з ДБН В.2.5-27, главою 1.7 ПУЕ. Спеціальні вимоги для житлових і громадських будинків з умовною висотою від 73,5 м до 100 м включно встановлені ДБН В.2.2-24, а блискавкозахист будинків та споруд — відповідно до ДСТУ Б В.2.5-38.
При проектуванні електрообладнання будинків та споруд, окрім положень цих Норм, слід також керуватись вимогами відповідних розділів ПУЕ, розділів 2, 3, 4.1, 4.2, 9, НПАОП 40.1-1.32 та вимогами інших чинних нормативних документів. До електрообладнання унікальних будинків та споруд можуть ставитись додаткові вимоги.
Вимоги цих Норм є обов'язковими для юридичних та фізичних осіб — суб'єктів інвестиційної діяльності на території України незалежно від форм власності та відомчої належності.
Ці Норми не поширюються на проектування мобільних (інвентарних) будинків з металу або з металевим каркасом для вуличної торгівлі і побутового обслуговування; на проектування спеціальних електроустановок в лікувально-профілактичних закладах, наукових установах, закладах культури та дозвілля; на проектування електрообладнання санітарно-технічних, протипожежних установок, ліфтів, підйомників та іншого технологічного обладнання; електроустановок котельних, бойлерних, насосних водопостачання і каналізації, ДЕС, а також електроустановок, які за своїми характеристиками повинні бути віднесені до електроустановок промислових підприємств.

### ДБН В.2.5-75:2013.Каналізація. Зовнішні мережі та споруди
Ці будівельні норми встановлюють основні вимоги до проектування нових систем і схем водовідведення населених пунктів, реконструкції та технічного переоснащення існуючих споруд, мереж і окремих елементів зовнішньої каналізації населених пунктів, груп підприємств, окремих підприємств, будинків, інших об'єктів.

### ДБН В.2.5-20-2018.Газопостачання. Інженерне обладнання будинків і споруд
Норми поширюються на проектування, будівництво нових, розширення, реконструкцію, технічне переоснащення та експлуатацію систем газопостачання для забезпечення споживачів природними горючими газами нафтових газових і газоконденсатних родовищ і газо-сумішами на їх основі. Норми чинні з 1 липня 2019 року. Зокрема ДБН В.2.5-20-2001 допускалася газифікація житлових будинків не вище 10 поверхів, а за ДБН від 01.07.2019 — не вище третього.

## Обмеження
Наказом Мінрегіону (№ 48 від 01.03.19) затверджені «червоні списки» — перелік конкретних будівельних норм, стосовно яких тепер відхилення неможливі, та у погодженні гарантовано буде відмовлено.
До певного моменту всі відхилення відправлялися на спеціальні секції при Мінрегіоні. Девелопер, що бажав будувати об'єкти, які в деяких напрямках не відповідали українським нормам, подавав на ці секції спеціальну таблицю відхилень і прописував необхідні компенсаційні заходи, що дозволяло отримати погодження. Згодом в рамках боротьби з корупцією спочатку просто заблокували секції, а пізніше розробили новий регламент, згідно з яким вся процедура узгодження відхилень стала відкритою і публічною.

## Нововведення
З 1 грудня 2019 року вимоги до українських новобудов за рівнем комфорту і енергоефективності будуть підвищені.
Міністерство регіонального розвитку, будівництва та житлово-комунального господарства опублікувало нові зміни в державних будівельних нормах, які торкнулися будівництва та реконструкції житлових будинків висотою до 100 метрів включно.
З усіх поліпшень можна виділити п'ять ключових:
- Підвищення енергоефективності будинків до класу «C», які будуть забезпечувати до 40% економії енергії.
- Скасування зобов'язань по установці в квартирах радіоточок при збереженні їх у приміщеннях чергового персоналу.
- Обов'язкова установка ліфта в будинках з 4-ма і більше поверхами, як рекомендація - з третього.
- За умови дотримання протипожежних та інших технічних вимог, в нових будівлях допускається розміщення громадських закладів вище третього поверху.
- Заміна обов'язкового покімнатного планування при проектуванні на більш вільне, зокрема, допускає створення кухонь-ніш.

1 січня 2020 року набули чинності нові містобудівні норми (ДБН), які стосуються будівництва висотних будівель. Вони привносять такі нововведення:
- дозволено проектувати будівлі висотою до 150 м,
- введена обов'язкова енергоефективність висотних будівель класом не нижче "В",
- встановлено вимоги щодо жорсткості сталевих і сталезалізобетонних конструкцій для проектування надійних каркасів,
- введений аеродинамічний обдув моделей висотних будівель для забезпечення комфортних вітрових потоків,
- підвищені норми пожежної безпеки.